# Hèrcules a la conquesta de l'Atlàntida
 Hèrcules a la conquesta de l'Atlàntida  (títol original en italià: Ercole Alla Conquista Di Atlantide) és un pèplum franco-italià dirigida per Vittorio Cottafavi i estrenada el 1961. Ha estat doblada al català.

## Argument[2]
L'endeví Tiresias revela al rei de Tebes, Androcles, que terribles desgràcies cauran sobre Grècia; Androcles reuneix llavors el consell dels reis per convèncer-los d'unir-se, però tots refusen. Hèrcules i Androcles s'embarquen sobre una galera amb Hyllos i el nan Timoteu cap a una destinació desconeguda, que resulta ser l'Atlàntida.

## Repartiment
- Reg Park: Hèrcules
- Fay Spain: La reina Antinea
- Ettore Manni: el Rei Androclès de Tebes
- Luciano Marin: Hyllos, fill d'Hèrcules
- Laura Efrikian :	 Ismene, filla d'Antinea
- Salvatore Furnari: Timoteu
- Luciana Angiolillo: Dejanire
- Enrico Maria Salerno: el Rei de Megar
- Ivo Garrani: el Rei de Megalie
- Gian Maria Volontè: el Rei de Esparta
- Mimmo Palmara: Astor, el grand visir
- Mario Petri: Zenith, Capellà d'Urà
- Nando Tamberlani :	Tiresias
- Mino Doro: Oraclo, cap del gran consell de Tebes
- Gabriele Tinti: el leprós
- Maurizio Coffarelli: Proteu, el monstre
- Raf Baldassarre :	El cap dels guàrdies
- Alessandro Sperli: Un Rei
- Mario Valdemarin: Gabor
- Nazzareno Zamperla: Un lluitador a la taverna